# 波普谷 (加利福尼亞州)
波普谷（英語：Pope Valley）是位於美國加利福尼亞州納帕縣的一個非建制地區。該地的面積和人口皆未知。

## 地理
波普谷的座標為38°37′08″N 122°26′08″W / 38.61889°N 122.43556°W，而該地的平均海拔高度為218米（即715英尺）。